# 마리아첼

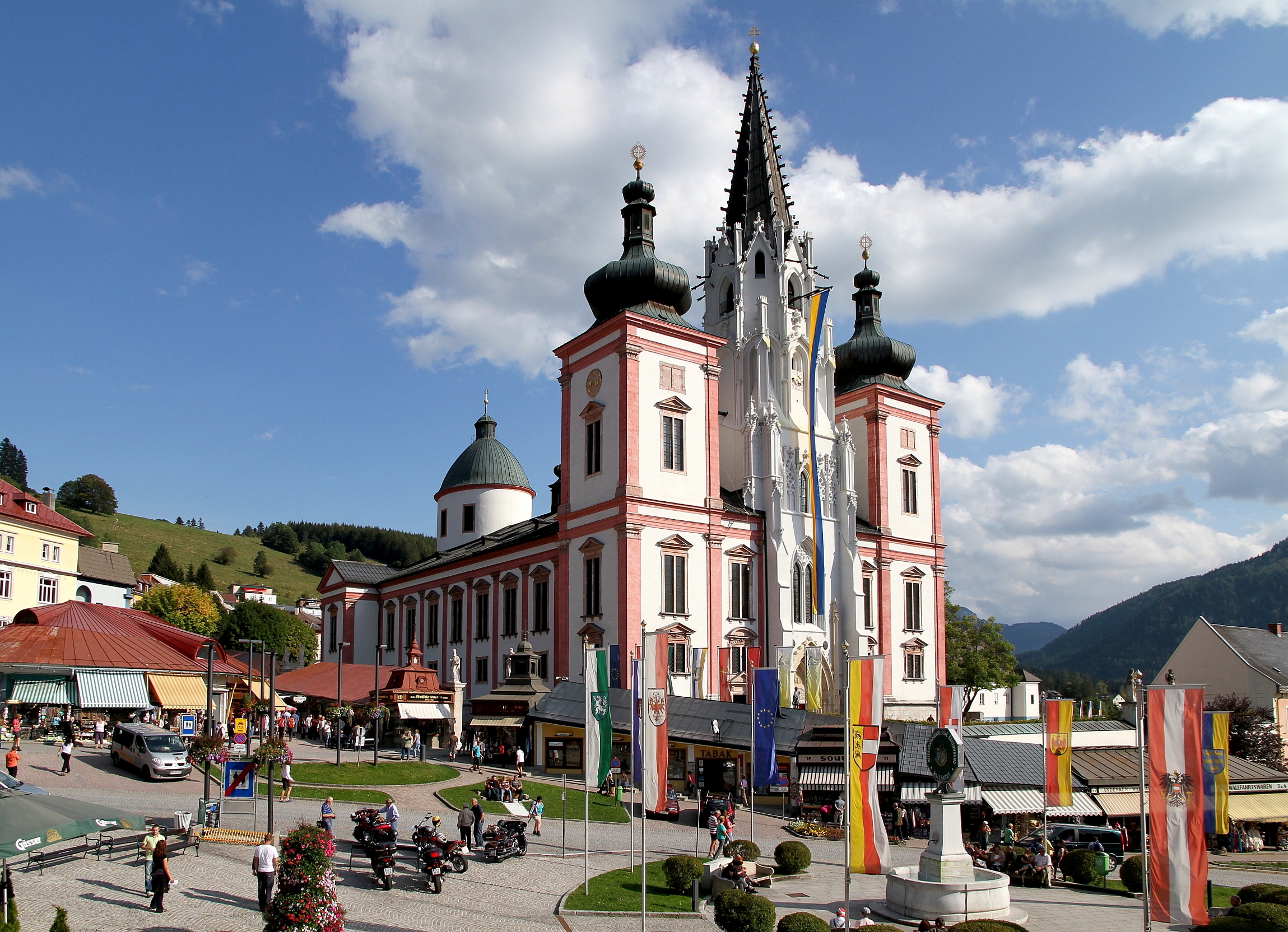
마리아첼 바실리카

마리아첼(독일어: Mariazell)은 오스트리아 슈타이어마르크주에 위치한 도시로 면적은 6.44km2, 높이는 868m, 인구는 1,434명(2016년 기준), 인구 밀도는 220명/km2이다. 그라츠에서 북쪽으로 143km 정도 떨어진 곳에 위치한다.
겨울 스포츠로 유명한 곳이며 오스트리아의 대표적인 로마 가톨릭교회 순례지이기도 하다. 1157년에는 이 곳에 있던 예배당 안에 피나무로 만든 성모 마리아 조각상이 보관되었는데 마리아첼이라는 이름은 "수도실 안의 마리아"라는 뜻을 담고 있다. 1344년에는 시장 도시 지위를 받았지만 1420년과 1474년에 일어난 화재로 인해 교회가 파괴되었다. 1644년부터 1683년까지 고딕 건축, 바로크 건축 양식이 결합된 바실리카가 건설되었다.

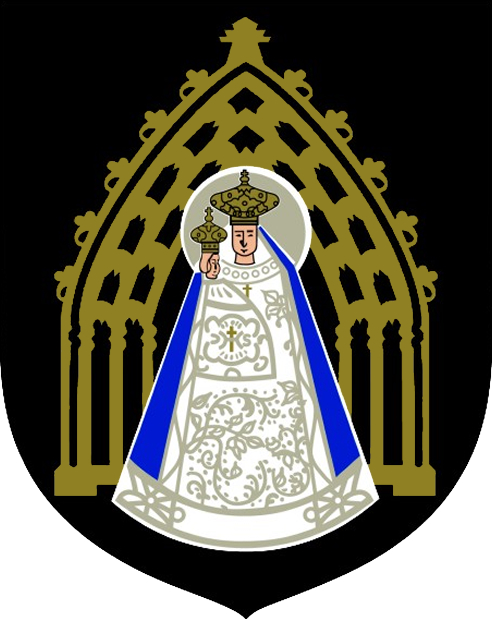
시 문장